# Danny Blum
Danny Blum (ur. 7 stycznia 1991 we Frankenthal) – niemiecki piłkarz występujący na pozycji pomocnika w UD Las Palmas.